# Parque Linear Vale das Flores

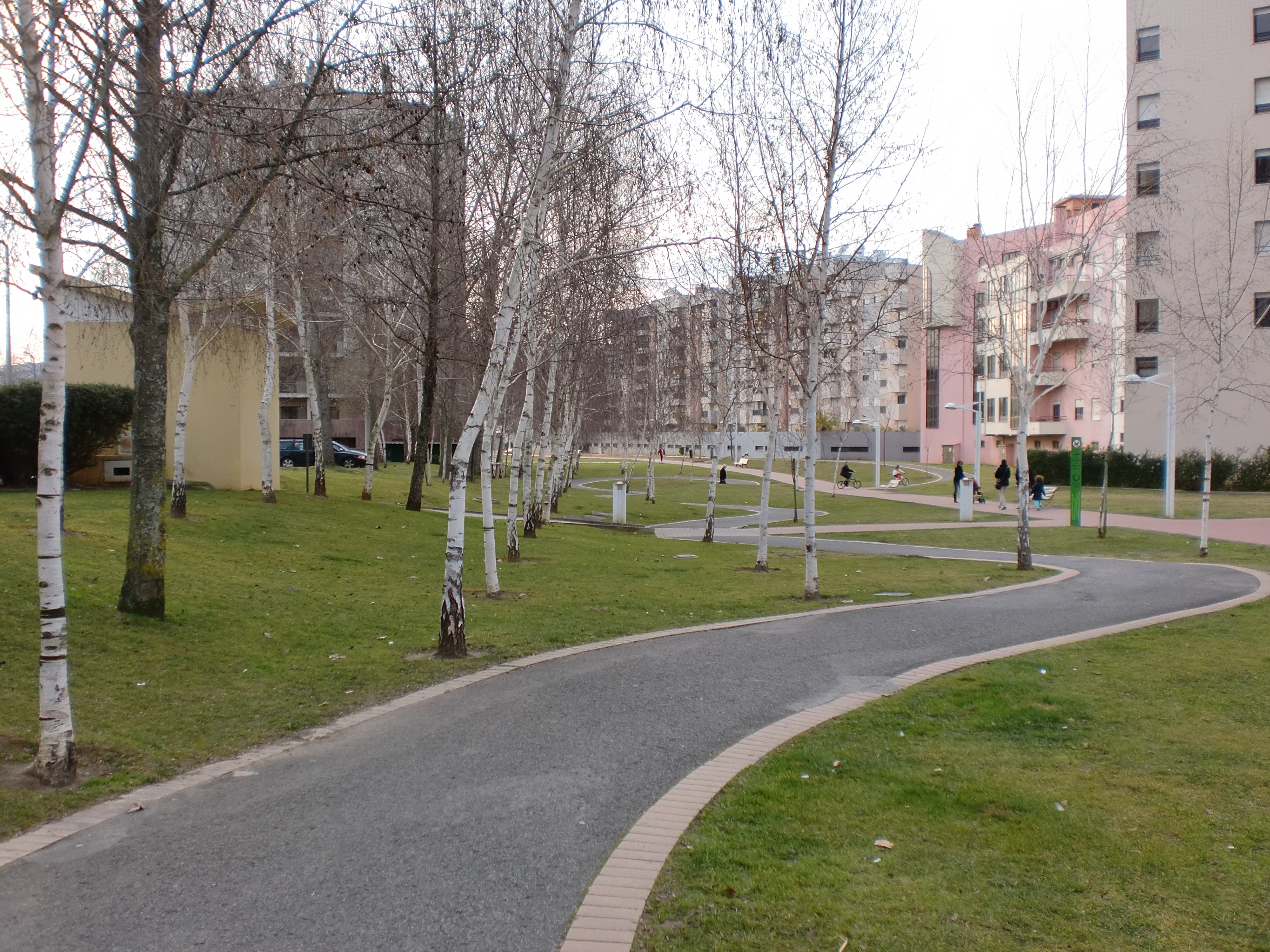
Parque Linear Vale das Flores (2012)

O Parque Linear Vale das Flores é um parque situado na zona urbana de Vale das Flores, na freguesia de Santo António dos Olivais, concelho de Coimbra.
Foi inaugurado em Dezembro de 2001.
Possui uma extensão de cerca de 1 km de circuito pedonal, de ciclovia, um parque infantil e quatro equipamentos desportivos: um campo de basquetebol em piso de cimento, um campo de futebol em piso de relva artificial, um espaço multifunções, principalmente usado para prática de skateboarding e ainda uma torre de cordas que permite a sua escalada.
Não tem horário de funcionamento e destina-se à utilização pelo público em geral.
Frequentemente, é ainda utilizado para a realização de eventos desportivos e culturais, como é o caso do "Mercadinho Flores do Vale".